# Llamingo
Le llamingo, également nommé lama d'Équateur, est une variété de lama originaire de l'Équateur. Il est caractérisé par sa petite taille et sa fourrure courte.
Le lama apparaît en Équateur lors du Ier millénaire av. J.-C., mais la conquête espagnole du XVIe siècle le pousse à la quasi-extinction, ne survivant qu'au sein des communautés indigènes. Peu étudié avant les années 1980, le llamingo est reconnu comme variété distincte du lama lors des années 2010.

## Dénomination
Le lama d'Équateur est connu localement sous le nom de llamingo, ; il a aussi été historiquement nommé le « petit lama de Riobamba ».
Il a été postulé que le terme llamingo puisse être d'origine quechua, avec le suffixe -ingo signifiant « similaire à » ou « dérivé de ». Mais cette explication sur l'origine du terme est tombée en désuétude pour privilégier une origine moderne à partir de l'espagnol, avec le suffixe -ingo servant de diminutif, car le terme n'apparaît nulle part dans les chroniques historiques.

## Origines

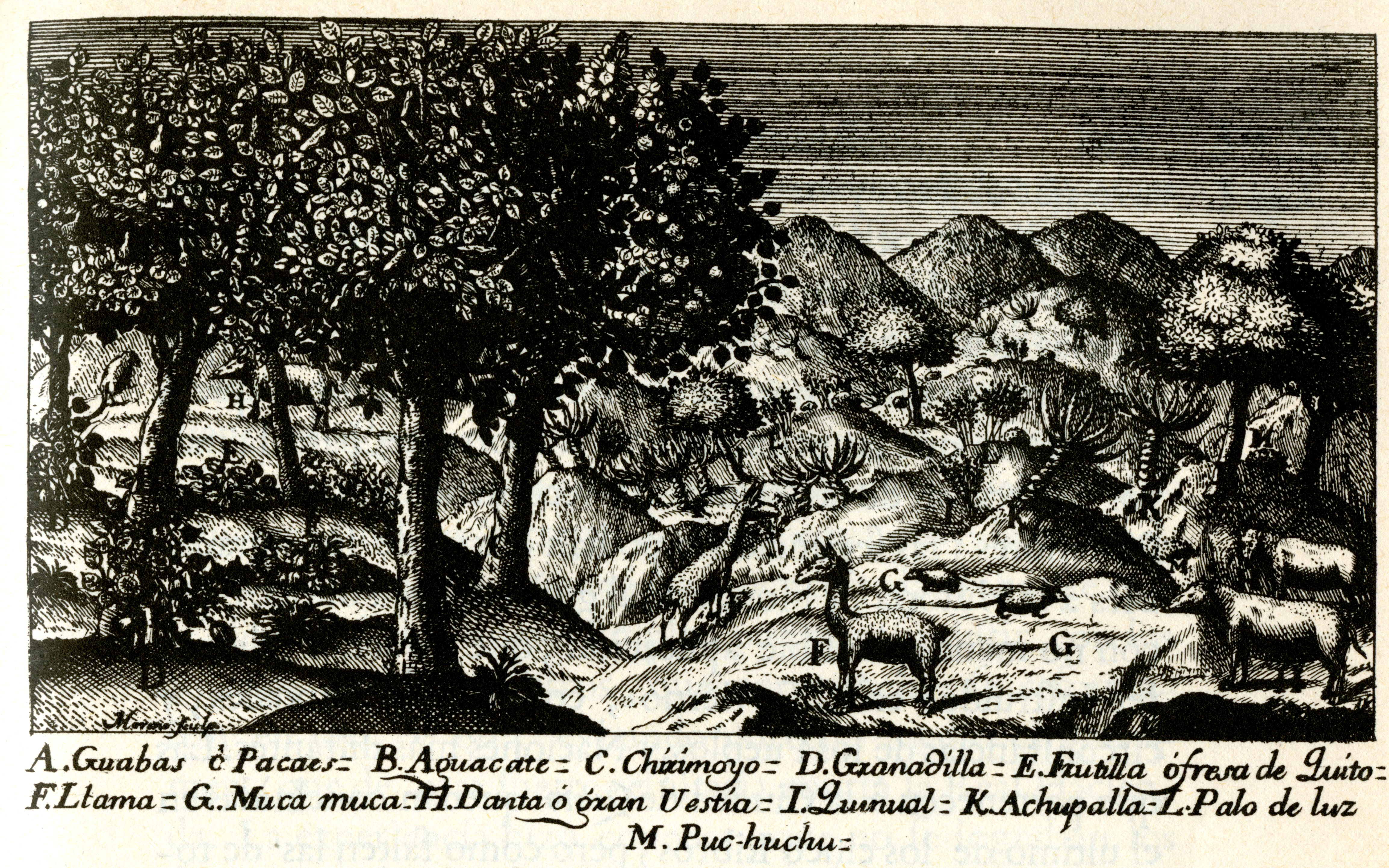
Gravure de la campagne autour de la ville de Quito datant de 1748, représente notamment un lama.

Lors du XIXe siècle et une bonne partie du XXe siècle, la majorité des chercheurs pensaient que le lama a été importé en Équateur pendant la conquête de la région par l'Empire inca au XVe siècle. La principale raison justifiant cette idée est d'ordre géographique : les lamas seraient des animaux adaptés à la puna andine, une écorégion sensiblement différente du paramo équatorien.
Mais la découverte en 1927 de restes de lamas datant de la période pré-inca dans la vallée de Riobamba donne du poids à l'hypothèse d'une introduction des lamas avant la conquête inca. Des fouilles ultérieures menées en Équateur permettent d'établir grossièrement le processus de diffusion du lama dans la région : les plus anciens fossiles sont retrouvés au sud de l'Équateur dans la vallée de Paute et datent du Ier millénaire av. J.-C., probablement dans sa seconde moitié sous l'influence de la culture Chavín installée plus au sud, puis s'est étendu progressivement vers le nord jusqu'à atteindre le sud de la Colombie à proximité d'Ipiales vers le XVe siècle.
Ces restes de lamas sont identifiés comme appartenant à une variété de « petit lama », d'une taille intermédiaire entre les lamas et les alpagas modernes et remplacent les cervidés comme principale source de viande pour les populations locales. Ce « petit lama » est désormais regardé comme l'ancêtre du llamingo.
Mais la conquête espagnole de l'empire inca au XVIe siècle met un terme brutal au processus de diffusion du lama en Équateur et dans les régions plus au nord ; dans les années qui suivent la conquête, la population de lama s'effondre en Équateur avec des chroniques espagnoles qui mentionnent dès 1550 que l'espèce a pratiquement disparue, seulement présente dans des zones reculées et indigènes ; la population de lama de la Colombie, déjà peu nombreuse, disparaît totalement.
Le llamingo, essentiellement présent dans les zones indigènes reculées, ne fait l'objet que de très peu d'études jusqu'aux années 1980. Une analyse génétique menée en 2012 permet de mettre en évidence une différence notable entre les llamingos et les lamas du Pérou, montrant qu'il s'agit ainsi de populations génétiquement distinctes.

## Description

### Morphologie

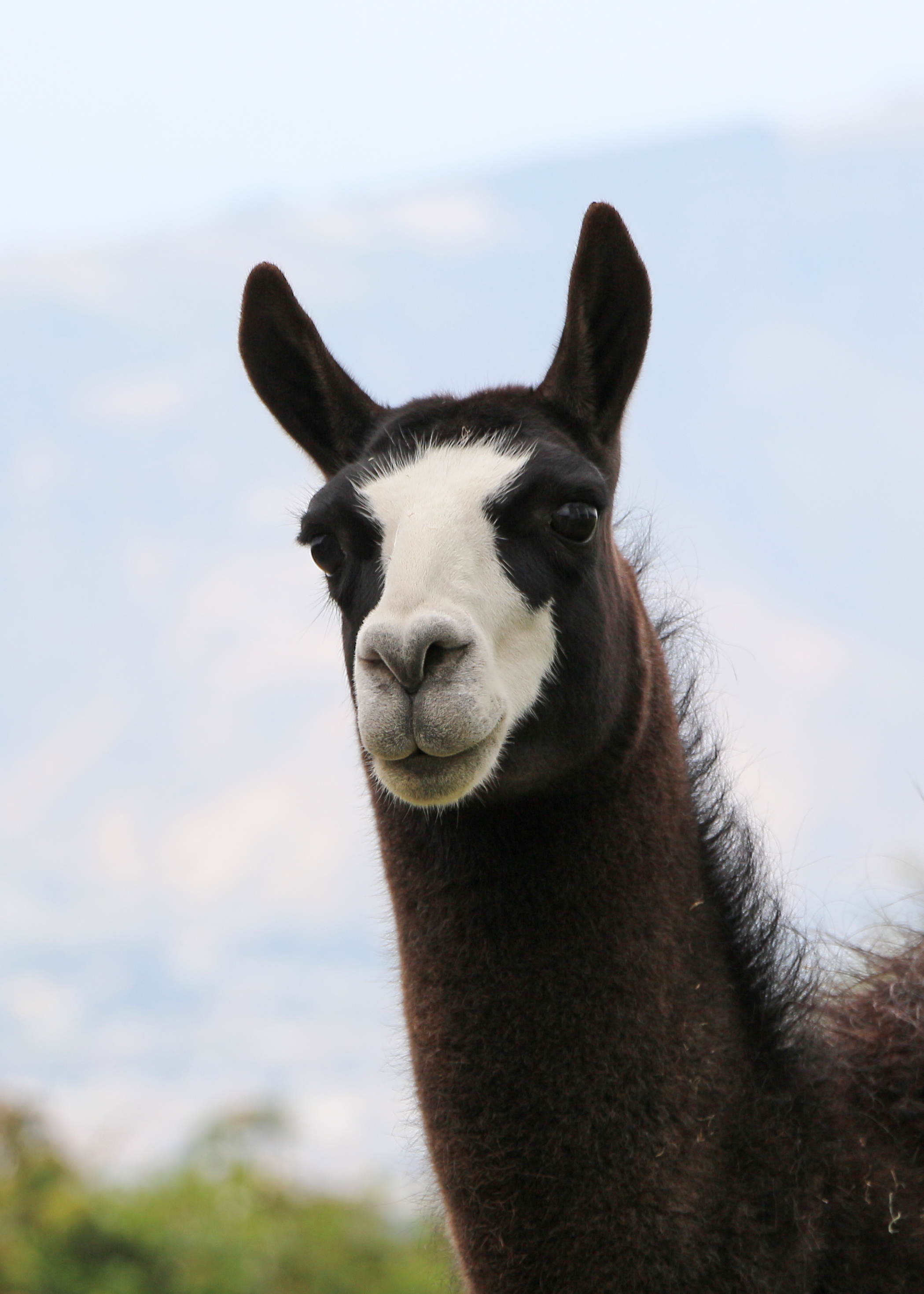
Un llamingo près du volcan de Pululahua dans la province de Pichincha, avec sa crinière caractéristique.

Jane C. Wheeler, autrice de l'étude de 2012 qui caractérise le llamingo comme une variété distincte du lama le décrit comme étant similaire à la variété q'ara, tout en étant de petite taille. La FAO, dans son recensement en 2005 de la population de camélidés en Équateur, considère ainsi que la très grande majorité des lamas du pays sont de la variété q'ara et note comme caractéristiques principales : sa fourrure à deux couches de courte taille ; un cou long et fort qui présente des poils ordonnés dans la région postérieure, ce qui peut donner l'impression d'une « crinière » ; une robe de couleurs variées, allant du blanc au noir et parfois similaire à celle du guanaco sauvage.
Concernant la petite taille du llamingo par rapport aux autres variétés de lama installées plus au sud, George Miller et Anne Gill avancent deux hypothèses non-exclusives quant à son origine : la règle de Bergmann postule que plus une espèce s'approche d'un climat chaud, comme l'équateur terrestre, plus elle devient petite ; la différence de végétation et autres facteurs environnementaux entre les deux écorégions de la puna et du paramo.

### Santé
Les deux maladies les plus courantes chez le llamingo est la pneumonie et la diarrhée. Ils sont aussi parfois victime d'hypothermie, notamment les animaux jeunes, vieux, malades ou récemment tondus ; la toison protège normalement les lamas du froid, mais surtout le froid sec, et non le froid humide fréquent dans le paramo.
De nombreux parasites, tant externes qu'internes peuvent infecter le llamingo : Trichuris, Oesophagostomum, Capillaria, Ostertagia, Cooperia, Eimeria, Marshalagia, Buonostomum, Haemonchus, Chabertia, Fasciola, Leptospira, Eimeria, Moniezia et Sarcoptes.

### Reproduction
Au contraire des lamas du Pérou ou de la Bolivie, il n'y a pas de période de reproduction clairement définie, avec des naissances tout au long de l'année. Il existe toutefois deux pics de naissances de novembre à mars et de juillet à août.

## Élevage

### Diffusion
La population des lamas en Équateur représente un très faible pourcentage de la population globale de l'espèce dans le monde avec quelques dizaines de milliers d'individus tout au plus. Une première évaluation de la population menée par le docteur Stuart White en 1988 estime une population de 10 000 individus environ. Une seconde étude menée en 2002 par l'Instituto Nacional de Estadística y Censos (INEC) de l'Équateur estime la population à 21 662 individus environ.
Une étude menée par la FAO en 2005 évalue quant à elle la population des lamas en Équateur à environ 10 286 individus, majoritairement situés dans les provinces centrales de l'Équateur que sont Bolívar (2 750 individus), Chimborazo (2 606 individus), Cotopaxi (2 141 individus), Pichincha (1 370 individus) et Tungurahua (1 150 individus).

### Systèmes d'exploitation

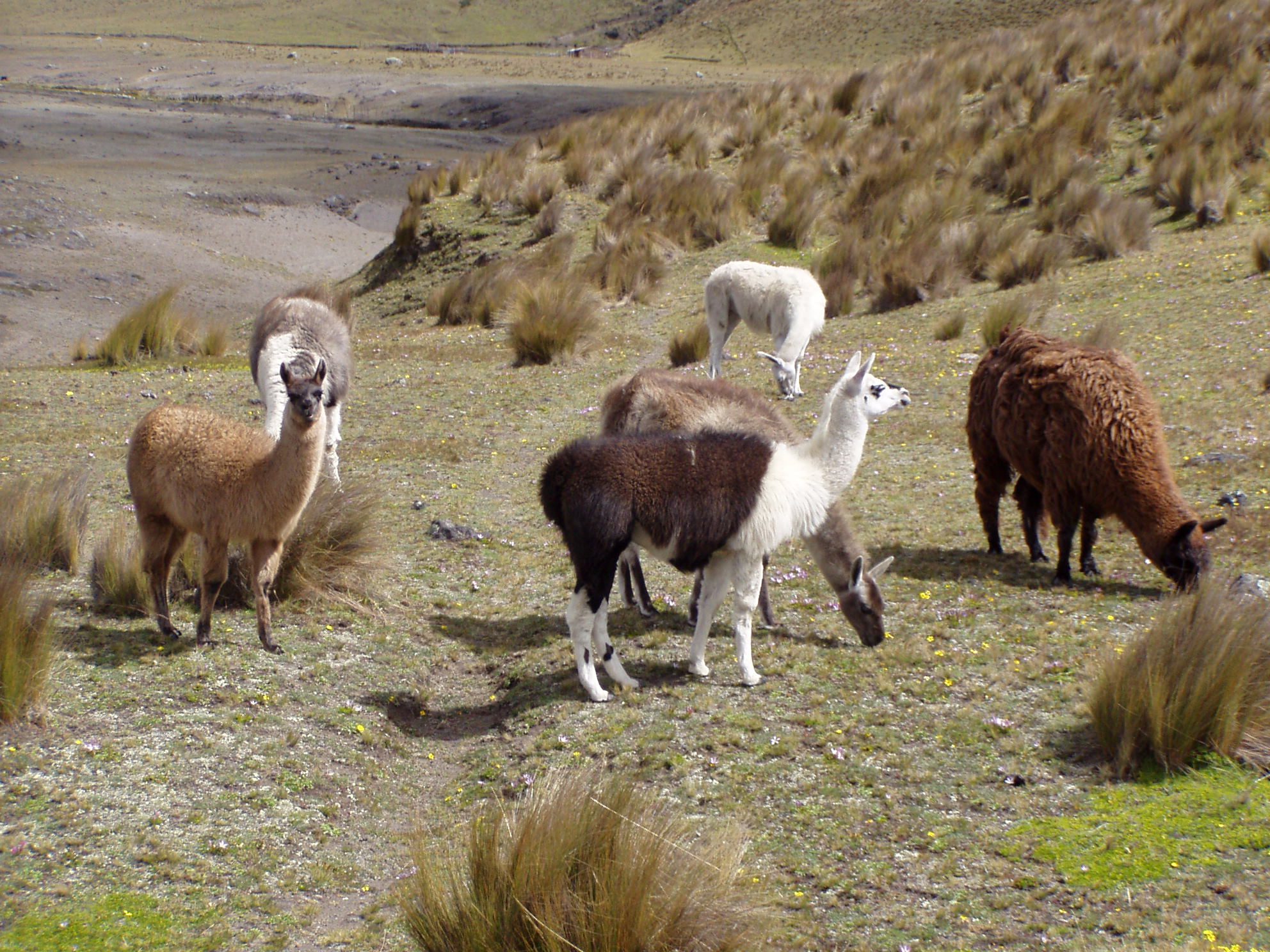
Groupe de llamingos dans le parc national du Cotopaxi.

Dans son recensement de 2005, la FAO estime qu'il existe quatre types d'élevage du llamingos : les deux premiers, majoritaires en termes de population, sont le fait de l'État avec les réserves naturelles, les parcs nationaux et les universités d'une part, et le fait de l'Église catholique d'autre part. Ces exploitations sont généralement de nature extensive et expérimentale et font un usage important de zootechnie concernant la reproduction afin de notamment éviter l'hybridation avec les populations d'alpagas et de vigognes introduites dans le pays à la fin du xxe siècle.
Les deux autres types d'élevage sont le fait d'éleveurs privés et de communautés indigènes installées dans le paramo. Ces exploitations sont généralement de très petite taille avec quelques dizaines d'individus et il n'y a que très peu ou pas du tout de zootechnie.

### Utilisations
Les peuples indigènes utilisent les llamingos comme animal de bât et comme source de laine et de nourriture, par leur viande et lait.
Plus spécifiquement, les viscères sont utilisés dans la préparation de soupes traditionnelles quand les jambes et la tête sont utilisées pour des plats traditionnels. Les sous-produits tels que le sang, les excréments, l'urine ou encore les yeux sont utilisés pour l'élaboration de remèdes traditionnels.
La fibre de laine des llamingos est de meilleure qualité que celle des variétés de lamas du Pérou et de Bolivie ; les llamingos peuvent être rasés tous les deux ans pour environ 3 kg de laine. Cette laine, surtout utilisée par les populations indigènes pauvres, est notamment transformée en feutre qui permet d'élaborer des chapeaux.
Enfin la peau peut être tannée pour élaborer des vêtements, comme les zamarros.